# French Open 2005
Die 104. French Open fanden vom 23. Mai bis 6. Juni 2005 in Paris im Stade Roland Garros statt.
Titelverteidiger im Einzel waren Gastón Gaudio bei den Herren sowie Anastassija Myskina bei den Damen. Im Herrendoppel waren Xavier Malisse und Olivier Rochus, im Damendoppel Virginia Ruano Pascual und Paola Suárez die Titelverteidiger. Tatiana Golovin und Richard Gasquet waren die Titelverteidiger im Mixed.
Im Herreneinzel gewann der Spanier Rafael Nadal im Alter von nur 19 Jahren gleich bei seiner ersten Teilnahme. Im Dameneinzel gewann Justine Henin. Im Herrendoppel siegten Jonas Björkman und Maks Mirny, im Damendoppel Virginia Ruano Pascual und Paola Suárez. Den Titel im Mixed gewannen Daniela Hantuchová und Fabrice Santoro.

## Herreneinzel

### Setzliste
| Nr. | Spieler           | Erreichte Runde |
| --- | ----------------- | --------------- |
| 01. | Roger Federer     | Halbfinale      |
| 02. | Andy Roddick      | 2. Runde        |
| 03. | Marat Safin       | Achtelfinale    |
| 04. | Rafael Nadal      | Sieg            |
| 05. | Gastón Gaudio     | Achtelfinale    |
| 06. | Andre Agassi      | 1. Runde        |
| 07. | Tim Henman        | 2. Runde        |
| 08. | Guillermo Coria   | Achtelfinale    |
| 09. | Guillermo Cañas   | Viertelfinale   |
| 10. | David Nalbandian  | Achtelfinale    |
| 11. | Joachim Johansson | Rückzug         |
| 12. | Nikolai Dawydenko | Halbfinale      |
| 13. | Ivan Ljubičić     | 1. Runde        |
| 14. | Carlos Moyá       | Achtelfinale    |
| 15. | Tommy Robredo     | Viertelfinale   |
| 16. | Radek Štěpánek    | 3. Runde        |
| 17. | Dominik Hrbatý    | 1. Runde        |

| Nr. | Spieler             | Erreichte Runde |
| --- | ------------------- | --------------- |
| 18. | Mario Ančić         | 3. Runde        |
| 19. | Thomas Johansson    | 2. Runde        |
| 20. | David Ferrer        | Viertelfinale   |
| 21. | Tommy Haas          | 3. Runde        |
| 22. | Nicolás Massú       | 1. Runde        |
| 23. | Sébastien Grosjean  | Achtelfinale    |
| 24. | Feliciano López     | 1. Runde        |
| 25. | Fernando González   | 3. Runde        |
| 26. | Jiří Novák          | 2. Runde        |
| 27. | Filippo Volandri    | 3. Runde        |
| 28. | Nicolas Kiefer      | Achtelfinale    |
| 29. | Michail Juschny     | 2. Runde        |
| 30. | Richard Gasquet     | 3. Runde        |
| 31. | Juan Ignacio Chela  | 2. Runde        |
| 32. | Juan Carlos Ferrero | 3. Runde        |
| 33. | Robin Söderling     | 2. Runde        |

## Dameneinzel

### Setzliste
| Nr. | Spielerin              | Erreichte Runde |
| --- | ---------------------- | --------------- |
| 01. | Lindsay Davenport      | Viertelfinale   |
| 02. | Marija Scharapowa      | Viertelfinale   |
| 03. | Amélie Mauresmo        | 3. Runde        |
| 04. | Jelena Dementjewa      | Achtelfinale    |
| 05. | Anastassija Myskina    | 1. Runde        |
| 06. | Swetlana Kusnezowa     | Achtelfinale    |
| 07. | Nadja Petrowa          | Halbfinale      |
| 08. | Patty Schnyder         | Achtelfinale    |
| 09. | Wera Swonarjowa        | 3. Runde        |
| 10. | Justine Henin-Hardenne | Sieg            |
| 11. | Venus Williams         | 3. Runde        |
| 12. | Jelena Bowina          | Achtelfinale    |
| 13. | Nathalie Dechy         | 3. Runde        |
| 14. | Kim Clijsters          | Achtelfinale    |
| 15. | Jelena Janković        | 1. Runde        |
| 16. | Jelena Lichowzewa      | Halbfinale      |

| Nr. | Spielerin           | Erreichte Runde |
| --- | ------------------- | --------------- |
| 17. | Tatiana Golovin     | 3. Runde        |
| 18. | Silvia Farina Elia  | 3. Runde        |
| 19. | Shinobu Asagoe      | 2. Runde        |
| 20. | Daniela Hantuchová  | 3. Runde        |
| 21. | Mary Pierce         | Finale          |
| 22. | Francesca Schiavone | Achtelfinale    |
| 23. | Ai Sugiyama         | 1. Runde        |
| 24. | Magdalena Maleewa   | 2. Runde        |
| 25. | Dinara Safina       | 1. Runde        |
| 26. | Paola Suárez        | 1. Runde        |
| 27. | Amy Frazier         | 2. Runde        |
| 28. | Marion Bartoli      | 1. Runde        |
| 29. | Ana Ivanović        | Viertelfinale   |
| 30. | Gisela Dulko        | 2. Runde        |
| 31. | Karolina Šprem      | 2. Runde        |
| 32. | Flavia Pennetta     | 3. Runde        |

## Herrendoppel

### Setzliste
| Nr. | Paarung                         | Erreichte Runde |
| --- | ------------------------------- | --------------- |
| 01. | Mark Knowles Daniel Nestor      | Halbfinale      |
| 02. | Jonas Björkman Maks Mirny       | Sieg            |
| 03. | Bob Bryan Mike Bryan            | Finale          |
| 04. | Mahesh Bhupathi Todd Woodbridge | 1. Runde        |
| 05. | Wayne Black Kevin Ullyett       | 1. Runde        |
| 06. | Leander Paes Nenad Zimonjić     | Viertelfinale   |
| 07. | Michaël Llodra Fabrice Santoro  | 2. Runde        |
| 08. | Wayne Arthurs Paul Hanley       | Viertelfinale   |

| Nr. | Paarung                       | Erreichte Runde |
| --- | ----------------------------- | --------------- |
| 09. | Simon Aspelin Todd Perry      | Achtelfinale    |
| 10. | František Čermák Leoš Friedl  | Achtelfinale    |
| 11. | Cyril Suk Pavel Vízner        | 2. Runde        |
| 12. | Martin Damm Mariano Hood      | Viertelfinale   |
| 13. | Xavier Malisse Olivier Rochus | Achtelfinale    |
| 14. | Jonathan Erlich Andy Ram      | Rückzug         |
| 15. | Gastón Etlis Martín Rodríguez | 2. Runde        |
| 16. | Yves Allegro Michael Kohlmann | 2. Runde        |

## Damendoppel

### Setzliste
| Nr. | Paarung                             | Erreichte Runde |
| --- | ----------------------------------- | --------------- |
| 01. | Virginia Ruano Pascual Paola Suárez | Sieg            |
| 02. | Cara Black Liezel Huber             | Finale          |
| 03. | Lisa Raymond Rennae Stubbs          | Viertelfinale   |
| 04. | Jelena Lichowzewa Wera Swonarjowa   | Achtelfinale    |
| 05. | Nadja Petrowa Meghann Shaughnessy   | Halbfinale      |
| 06. | Conchita Martínez Janette Husárová  | Achtelfinale    |
| 07. | Daniela Hantuchová Ai Sugiyama      | 2. Runde        |
| 08. | Corina Morariu Patty Schnyder       | Halbfinale      |

| Nr. | Paarung                               | Erreichte Runde |
| --- | ------------------------------------- | --------------- |
| 09. | Anabel Medina Garrigues Dinara Safina | 2. Runde        |
| 10. | Bryanne Stewart Samantha Stosur       | Achtelfinale    |
| 11. | Gisela Dulko María Vento-Kabchi       | 2. Runde        |
| 12. | Émilie Loit Nicole Pratt              | Viertelfinale   |
| 13. | Shinobu Asagoe Katarina Srebotnik     | Viertelfinale   |
| 14. | Marion Bartoli Anna-Lena Grönefeld    | Achtelfinale    |
| 15. | Iveta Benešová Květa Peschke          | Achtelfinale    |
| 16. | Yan Zi Zheng Jie                      | Achtelfinale    |

## Mixed

### Setzliste
| Nr. | Paarung                            | Erreichte Runde |
| --- | ---------------------------------- | --------------- |
| 01. | Daniel Nestor Rennae Stubbs        | Achtelfinale    |
| 02. | Maks Mirny Ai Sugiyama             | 1. Runde        |
| 03. | Wayne Black Cara Black             | Achtelfinale    |
| 04. | Jonas Björkman Anastassija Myskina | Halbfinale      |

| Nr. | Paarung                          | Erreichte Runde |
| --- | -------------------------------- | --------------- |
| 05. | Kevin Ullyett Liezel Huber       | Viertelfinale   |
| 06. | Leander Paes Martina Navratilova | Finale          |
| 07. | Mahesh Bhupathi Lisa Raymond     | Viertelfinale   |
| 08. | Leoš Friedl Jelena Lichowzewa    | 1. Runde        |

## Juniorinneneinzel
Setzliste
| Nr. | Spielerin           | Erreichte Runde |
| --- | ------------------- | --------------- |
| 01. | Jessica Kirkland    | 2. Runde        |
| 02. | Wiktoryja Asaranka  | 2. Runde        |
| 03. | Chan Yung-jan       | 2. Runde        |
| 04. | Aleksandra Wozniak  | 1. Runde        |
| 05. | Timea Bacsinszky    | Viertelfinale   |
| 06. | Jekaterina Makarowa | Achtelfinale    |
| 07. | Monica Niculescu    | 2. Runde        |
| 08. | Ágnes Szávay        | Sieg            |

| Nr. | Spielerin          | Erreichte Runde |
| --- | ------------------ | --------------- |
| 09. | Alexandra Dulgheru | 2. Runde        |
| 10. | Alexa Glatch       | Achtelfinale    |
| 11. | Aravane Rezaï      | 1. Runde        |
| 12. | Caroline Wozniacki | Achtelfinale    |
| 13. | Wolha Hawarzowa    | Achtelfinale    |
| 14. | Raluca Olaru       | Finale          |
| 15. | Mădălina Gojnea    | Achtelfinale    |
| 16. | Vania King         | Achtelfinale    |

## Juniorinnendoppel
Setzliste
| Nr. | Paarung                           | Erreichte Runde |
| --- | --------------------------------- | --------------- |
| 01. | Chan Yung-jan Aleksandra Wozniak  | Halbfinale      |
| 02. | Alexa Glatch Wolha Hawarzowa      | Viertelfinale   |
| 03. | Wiktoryja Asaranka Ágnes Szávay   | Sieg            |
| 04. | Sharon Fichman Caroline Wozniacki | Halbfinale      |

| Nr. | Paarung                            | Erreichte Runde |
| --- | ---------------------------------- | --------------- |
| 05. | Mihaela Buzărnescu Bibiane Schoofs | Viertelfinale   |
| 06. | Sorana Cîrstea Alexandra Dulgheru  | 1. Runde        |
| 07. | Mădălina Gojnea Monica Niculescu   | Viertelfinale   |
| 08. | Raluca Olaru Amina Rakhim          | Finale          |